# Bansang
Bansang è un centro abitato del Gambia, situato nella Divisione del Central River.